# Košarkaški klub Vojvodina Srbijagas
Il KK Vojvodina Srbijagas, meglio nome come K.K. Vojvodina, era una squadra di pallacanestro, che disputava il campionato nazionale serbo, la Košarkaška liga Srbije. Giocava le partite interne nella struttura della Spens Sports Center, la cui capacità è di 11.000 posti a sedere.

## Storia
Il club venne fondato nel 2000 quando la Naftna Industrija Srbije multinazionale petrolifera con sede a Novi Sad acquistò i diritti del defunto Beobanka di Belgrado, rinominando la squadra KK NIS Vojvodina all'inizio della stagione 2000-01 della YUBA liga, giungendo ottava e venendo eliminato dal Budućnost Podgorica.
Dopo la scissione della Serbia e Montenegro, la squadra ha iniziato a partecipare al campionato serbo, cambiando nome nel 2006 in K.K. Vojvodina Srbijagas. Nell'estate del 2011, ha inglobato il K.K. Novi Sad.
Nell'estate del 2016, a causa di problemi economici, la società è stata sciolta.